# Cliff Jones
Clifford William Jones, plus connu sous le nom de Cliff Jones (né le 7 février 1935 à Swansea au Pays de Galles) est un joueur de football international gallois, qui jouait au poste d'attaquant ou de milieu offensif.
Il appartient à une famille de footballeurs, tel son père Ivor, ses oncles Shoni, Emlyn, Bryn et Bert, ainsi que son cousin Ken et son petit-fils Scott Neilson.

## Biographie
Après avoir débuté à Swansea City, le club de sa ville natale, Jones s'engage avec Tottenham en 1958.
La même année, il dispute la coupe du monde 1958 en Suède avec l'équipe du Pays de Galles, aux côtés de joueurs comme John Charles ou Ivor Allchurch.

 Il obtiendra au total 59 sélections nationales (16 buts) entre 1954 et 1970.
Avec les spurs de Tottenham, il remporte un titre de champion d'Angleterre (1961), deux FA Cup (1961, 1962) et une coupe des coupes (1963).
En 1968, il quitte Tottenham pour Fulham, avant de terminer sa carrière dans de petits clubs (Kings Lynn et Wealdstone).  